# Æthelberht 2. af East Anglia
Æthelberht 2. (oldengelsk: Æðelbrihte, ÆÞelberhte), også kaldet Sankt Ethelbert Kongen (død 20. maj 794 ved Sutton Walls, Herefordshire) var en angelsaksisk konge over East Anglia i 700, der senere blev helgenkåret. Det vides ikke meget om hans regeringstid, der kan være påbegyndt i 779 ifølge senere kilder, og der kendes kun til ganske få mønter, som er slået med hans navn. Ifølge den Angelsaksiske Krønike blev han dræbt på ordre fra Offa af Mercia i 794.
Æthelberht blev helgenkåret lokalt og blev fokus for kulter i East Anglia og Hereford, hvor helgenkongens skrin på et tidspunkt befandt sig. I mangel på historiske fakta opfandt middelalderlige krønikører deres egne detaljer angående hans ophav, liv som konge og død. Hans helgendag er 20. maj. Der findes kirker dedikeret til ham i Norfolk, Suffolk og det vestlige England, og han er skytshelgen for Hereford Cathedral.